# І небо невмите, і заспані хвилі…
«І небо невмите, і заспані хвилі…» — вірш Тараса Шевченка, написаний 1848 року на Косаралі.

## Написання і публікація
Збереглося кілька чистових автографів вірша: у «Малій книжці» і у «Більшій книжці». Автографи не датовано.
Вірш датується дослідниками за місцем автографа у «Малій книжці» серед творів 1848 року і часом зимівлі Аральської описової експедиції в 1848—1849 роках на Косаралі, орієнтовно: кінець вересня — грудень 1848 року, місце написання — Косарал.
Автограф, з якого вірш переписано до «Малої книжки», не відомий. До «Малої книжки» Шевченко заніс твір під № 22 у шостому зшитку за 1848 рік, орієнтовно наприкінці 1849-го — на початку 1850 року (до арешту 23 квітня). При цьому він замінив слово у рядку 1, вписав рядок 7. Вірш закінчувався рядком крапок, які свідчать, що Шевченко збирався продовжити твір. 1858 року, не раніше 18 березня і не пізніше 22 листопада, вірш перенесено зі змінами в кількох рядках з «Малої книжки» до «Більшої книжки».

## Публікація
Вперше вірш надруковано за текстом «Більшої книжки» в журналі «Основа» (1861 рік, № 8, стор. 16).
Вперше твір введено до збірки творів у виданні: «Кобзарь Тараса Шевченка / Коштом Д. Е. Кожанчикова» (СПб., 1867 рік, стор. 469) і того ж року — у виданні: «Поезії Тараса Шевченка» (Львів, 1867 рік, том 1, стор. 242).
Відомі дослідникам списки вірша походять від друкованих джерел. Першодрук в «Основі» (1861) є джерелом списків у рукописних «Кобзарях» — 1865 року, 1866-го, другої половини XIX ст..

## Сюжет
У вірші поет передав враження часів Аральської експедиції. Морський пейзаж тут «деестетизований», «опобутовлений»: небо — «невмите», хвилі — «заспані», очерет — «п'яний», море — «нікчемне». Епітети вірша, що їх М. Рильський назвав «дивовижними», «неповторними», «несподіваними», випереджають поетику середини XIX ст.. Твір є швидше зразком настроєвої лірики, ніж пейзажної. Реальний пейзаж Аралу тут дав поштовх до розгортання ліричної теми «незамкнутої тюрми».

## Музика
На музику твір поклали І. Левицький, П. Сениця.